# صلح ریگا
صلح ریگا یا معاهدهٔ ریگا (لهستانی: Traktat Ryski) را کشورهای جمهوری دوم لهستان و جمهوری فدراتیو سوسیالیستی روسیه شوروی (به نمایندگی از جمهوری شوروی سوسیالیستی بلاروس و جمهوری شوروی سوسیالیستی اوکراین) در ۱۸ مارس ۱۹۲۱ امضا کردند. این معاهده به جنگ لهستان-شوروی پایان داد.
پس از سقوط امپراتوری روسیه و شکست امپراتوری آلمان در جنگ جهانی اول، لهستان توانست پس از یک قرن استقلال خود را بازیابد. انقلابیون روسیه در عهدنامه برست-لیتوفسک از ادعا بر خاک لهستان چشم‌پوشی کردند. با این حال لهستان به رهبری یوزف پیلسودسکی جنگ داخلی روسیه را فرصت مناسبی دید که برخی از اراضی مشترک‌المنافع لهستان–لیتوانی که در کنترل روسیه بودند را تصاحب کند. این امر منجر به آغاز جنگ لهستان-شوروی شد. با پیروزی لهستان در نبرد ورشو (۱۹۲۰) و فشار جامعه ملل، دو کشور پای میز مذاکره آمدند. مذاکرات ماه‌ها طول کشید، ولی ولادیمیر لنین که درگیر جنگ داخلی و شورش‌های متعدد بود در نهایت به تقسیم اوکراین و بلاروس با لهستان موافقت کرد. لهستان همچنین ۳۰ میلیون روبل روسیه در برابر برداشت اقتصادی که در زمان حکومت امپراتوری روسیه صورت گرفته بود دریافت کرد. معاهده ۲۶ بند داشت.
مرز بین شوروی و لهستان که در پی این معاهده تعیین شد تا جنگ جهانی دوم معتبر ماند. پس از جنگ جهانی دوم مرزهای بین دو کشور در کنفرانس یالتا و کنفرانس پوتسدام تعیین شد.